# Сорокалітній незайманий
«Сорокалітній незайманий» («Сорокарічний та незайманий», англ. The 40-Year-Old Virgin) — американська кінокомедія Джадда Апатоу 2005 року. У головних роках знялися Стів Карелл, Кетрін Кінер, Пол Радд, Романі Малко, Сет Роґен, Джейн Лінч. Прем'єра відбулася 11 серпня 2005 у США.

## Сюжет
Сорокарічний Енді Стітцер дуже самотній - компанію йому складають велика колекція іграшкових героїв коміксів (куплених в дитинстві, але так і не розпакованих), комп'ютерні ігри, караоке. Він працює комірником у магазині, працівники якого його побоюються, оскільки вважають, що Енді - серійний маніяк. Такі підозри у них з'явилися через те, що Енді не п'є, не курить, нікуди не ходить і не сидить у стриптиз-барах. Однак, коли один із друзів не може зіграти ввечері в покер, колеги запрошують Енді зайняти місце, що звільнилося. Після гри він випадково проговорюється, і його нові друзі розуміють, що причина його дивної поведінки - цнота. У Енді за всі 40 років жодного разу не було сексу. Вони вирішують допомогти Енді, але все марно, всі їхні плани зазнають краху.
Але одного разу Енді зустрічає сорокарічну Тріш, мати трьох дітей, яка випадково зайшла до його магазину. Вони розговорилися і почали зустрічатися. Друзі Стітцера з нетерпінням чекають на «щасливу подію» в житті їхнього друга, але Енді і Тріш вирішили не поспішати з сексом. Енді запропонував перейти до ліжка тільки після двадцятого побачення, і Тріш погодилася. Ось уже настало і двадцяте побачення, а Енді ніяк не збереться з духом. Тріш підозрює найжахливіше і після випадкового відвідування квартири свого хлопця переконується, що у нього не все гаразд. Там вона виявляє багату колекцію порнографії, яку Енді подарували друзі, і влаштовує сцену. Тільки після того, як Енді ледь не загинув під колесами автомобіля Тріш, і рішучого з'ясування відносин він, нарешті, зізнається Тріш, що він незайманий.
Усе закінчується успішно: весіллям головних героїв і тривалою постільною сценою, в якій Енді проявляє себе з кращого боку (з другої спроби).

## У ролях
| Актор          | Роль              |
| -------------- | ----------------- |
| Стів Карелл    | Енді Стітцер      |
| Кетрін Кінер   | Тріш              |
| Пол Радд       | Девід             |
| Романі Малко   | Джей              |
| Сет Роґен      | Кел               |
| Елізабет Бенкс | Бет               |
| Леслі Манн     | Ніки              |
| Мінді Калінга  | Емі               |
| Джейн Лінч     | Паула             |
| Шеллі Меліл    | Хазіза            |
| Кет Деннінгс   | Марла             |
| Челсі Сміт     | Джулія            |
| Нік Лашевей    | хлопчик в клініці |
| Лорен Берман   | хлопчик в клініці |
| Сьюзі Накамура | спід-дейтер       |
| Дженна Фішер   | жінка в клубі     |
| Стормі Деніелс | камео             |
| Девід Кокнер   | папаша в клініці  |
| Джона Хілл     | клієнт eBay       |
| Кевін Гарт     | клієнт Smart Tech |